# HD56986
HD56986 — подвійна зоря. 
Ця подвійна система має видиму зоряну величину в смузі V приблизно 3,5.
Вона розташована на відстані близько 58,8 світлових років від Сонця.

## Подвійна зоря
Головна зоря цієї системи належить до хімічно пекулярних зір й має спектральний клас A8.
Інша компонента має спектральний клас Зорі спектрального класу .

## Фізичні характеристики
Зоря HD56986 обертається досить швидко навколо своєї осі. Проєкція її екваторіальної швидкості на промінь зору становить Vsin(i)=144км/сек.